# 종로서적
종로서적은 대한민국 서울특별시 종로구에 본사를 둔 종로서적 주식회사의 서점이다.
출판인과 과거 종로서적에서 근무했던 직원들의 관심과 후원을 바탕으로 종로서적의 명칭을 이어받아 2016년 12월 23일에 종로타워에 있었던 반디앤루니스 자리에 최조로 서점을 연 서점이다.
현재 대학점포를 제외한 서점 8개소와 대학 구내 서점 3개소를 운영중이다.

## 연혁
- 2016년 10월 26일 설립.
- 2016년 12월 23일 구 반디앤루니스 종로타워점 자리에서 종로서적 본점 개점.
- 2018년 11월 28일 나주혁신도시점 개점.
- 2019년 2월 14일 울산신선도원몰점 개점.
- 2019년 10월 25일 청라국제도시점 개점.
- 2019년 11월 30일 용인역북점 개점.
- 2020년 7월 17일 다산신도시점 개점.
- 2021년 5월 28일 동탄신도시점 개점.
- 2022년 12월 9일 대구라온센터점 개점.
- 2023년 1월 1일 평택점 개점.
- 2023년 3월 1일 미사현대점 개점.
- 2023년 12월 21일 다산현대점 개점.
- 2024년 2월 23일 대구테크노폴리스점 개점.